# Odonus niger
Genre
Espèce
Odonus niger, communément appelé Baliste bleu ou Baliste dents rouges, est une espèce de poissons de l'ordre des Tetraodontiformes, la seule du genre Odonus (monotypique).
Cette espèce se trouve dans la Mer Rouge et dans tout le bassin Indo-Pacifique tropical.
Le baliste bleu a une nageoire caudale en forme de croissant et une mâchoire puissante avec des dents rouges proéminentes.
Il mesure jusqu'à environ 40 cm.

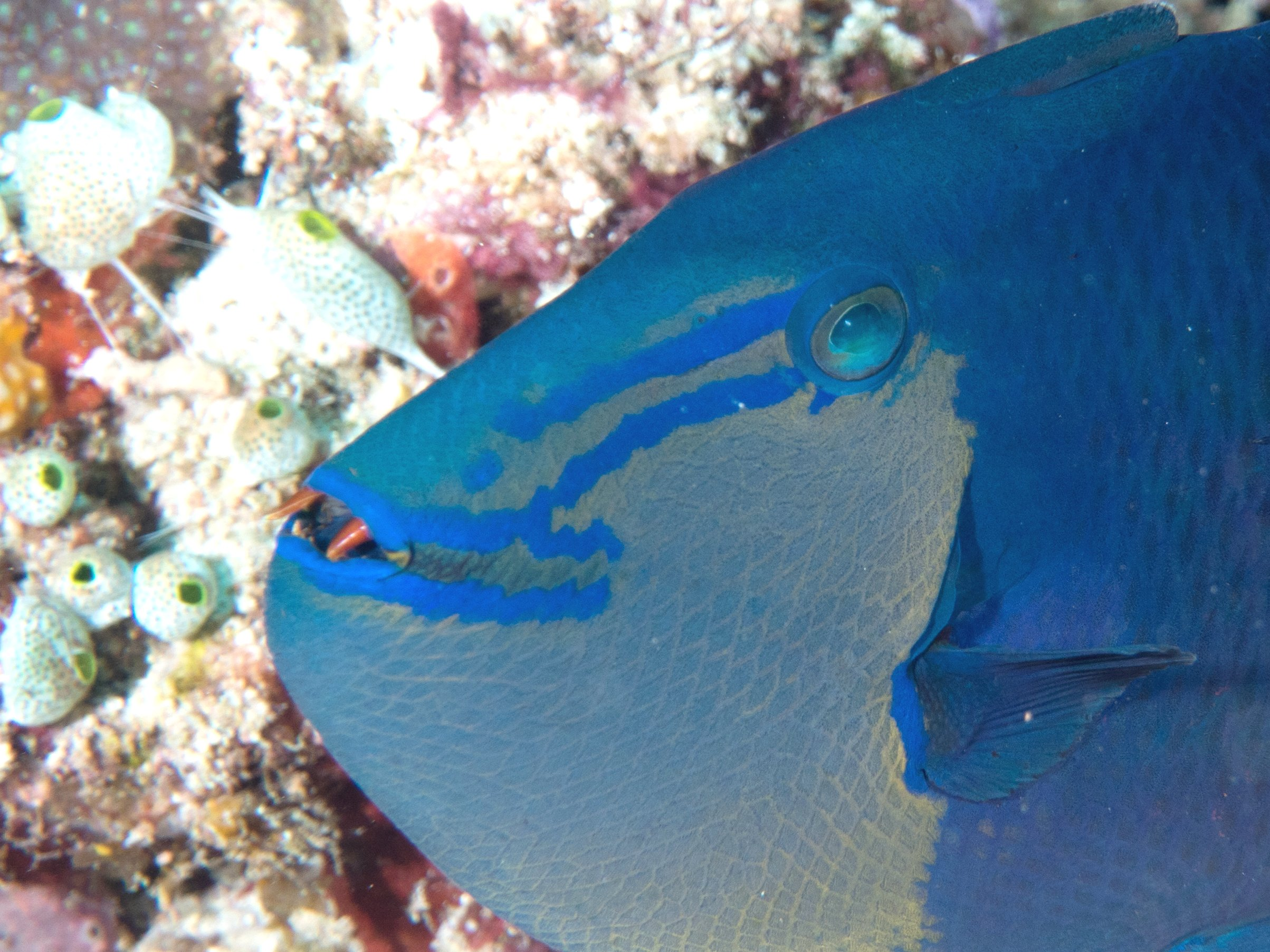
Baliste bleu et ses dents rouges

Il mange principalement du plancton, contrairement à la plupart des autres balistes qui préfèrent les mollusques à coquilles et les échinodermes.
Cette espèce de baliste, contrairement aux autres balistes, est plutôt sociable et s'associe en bancs importants près des récifs de coraux, entre 5 et 40 m de profondeur.